# 住まい自分流
住まい自分流（すまいじぶんりゅう）は、2005年から毎週金曜日に放送されていた「住まい自分流 〜DIY入門〜」の2009年春の改編に伴い、2009年4月より2011年3月まで毎週月曜日から木曜日までNHK教育テレビで放送されていたDIY専門のミニ番組である。なお、月曜日から木曜日まで放送された「住まい自分流」をまとめ、色々な情報を加えて再構成して放送される『住まい自分流アルファ』（すまいじぶんりゅうアルファ）についても併せて述べる。

## 放送時間

### 住まい自分流
2009年4月 - 2010年3月
- 本放送： 月曜日 - 木曜日 12:25 - 12:30
- 再放送： 月曜日 - 木曜日 11:55 - 0:00

2010年4月 - 2011年3月
- 本放送： 月曜日 - 木曜日 11:55 - 12:00
- 再放送： 月曜日 - 木曜日 9:55 - 10:00

### 住まい自分流アルファ
2009年4月 - 2010年3月
- 本放送： 日曜日 6:40 - 7:00

2010年4月 - 2011年3月
- 本放送： 土曜日 12:00 - 12:20

## 住まい自分流
毎週月曜日から木曜日までの5分間のミニ番組。

### 講師
- 鈴木雅博（DIYアドバイザー）
- ほしのてつ（DIYアドバイザー）ほか

### 放送内容
- 家庭で行えるプチリフォームなどの作業（壁紙や障子の張替え　など）から、大掛かりな作成作業（レンガの花壇　など）まで、作業方法や必要な道具などの解説を目的としている。
- 月曜から木曜まで、一貫したテーマの内容が主体。ただし、『とっさのDIY』のように、「修繕する」というおおまかなカテゴリーでの解説もある。

## 住まい自分流アルファ
毎週土曜日の20分番組。

### 出演者
- パンチ佐藤
- 小野真弓

- ナレーション：小川真由美

### 放送内容
- 出演のパンチ佐藤／小野真弓の「日常の問題点を解決するためにはどうすればよいか」という疑問に対し、第1の疑問に対して月曜日の内容、第2の疑問に対して火曜日の内容といった流れで、1週間分の放送内容を編集して放送。基本的にパンチと小野のどちらかが単独で出演し、自宅での問題解決という設定で構成されているが、稀にDIYアドバイザーと共演し、解説を聞きながら作業を進めることもある。

## テキスト
日本放送出版協会より、テキスト「住まい自分流」が毎月20日に発売されている（旧番組「住まい自分流 〜DIY入門〜」では奇数月にのみ発行されていた）。